# 이의수
이의수(1995년 6월 10일 ~ 2017년 10월 6일)는 대한민국의 모델이다. 소속사는 에스팀이다.

## 생애
1995년 서울에서 태어났고, 2013년 모델을 데뷔했으며, 사망 원인을 밝힐 순 없으나 2017.10.06일 세상을 떠났다.

## 가족 관계
- 형 : 이의선

## 같이 보기
- 에스팀